# Бубчиково
Бу́бчиково (рос. Бубчиково) — селище у складі Алапаєвського міського округу (Верхня Синячиха) Свердловської області.
Населення — 887 осіб (2010, 1270 у 2002).
Національний склад населення станом на 2002 рік: росіяни — 93 %.